# NGC 3077
NGC 3077 este o galaxie neregulată situată în constelația Ursa Mare. A fost descoperită în 8 noiembrie 1801 de către William Herschel. Se află la o distanță de 3,8 megaparseci de Pământ.